# Selenophorus cordicollis
Selenophorus cordicollis är en skalbaggsart som beskrevs av Horn. Selenophorus cordicollis ingår i släktet Selenophorus och familjen jordlöpare. Inga underarter finns listade i Catalogue of Life.